# María Gentil Arcos
María Gentil Arcos (Valencia, 11 de abril de 1905-Ciudad de México, 18 de julio de 1965) fue una actriz española-mexicana de la Época de Oro del cine mexicano como personaje de reparto. 

## Biografía

### Teatro
Hermana de las también actrices Natalia y Concepción, durante más de 50 años trabajó en las más importantes compañías dramáticas y líricas, y realizó giras por toda América.
Debutó a los cinco años en La Habana, Cuba con la compañía de María Guerrero, y cuatro años después se presentó por primera vez en México en el teatro Principal. A partir de entonces trabajó en las compañías de Esperanza Iris, Virginia Fábregas, Ricardo Mutio y las hermanas: Anita Blanch e Isabelita Blanch, entre otros. Conoció todos los teatros de México y realizó giras por América al lado de María Teresa Montoya. Durante la década de los 20's fundó su propia compañía con la que recorrió el interior del país, Puerto Rico, Cuba y la República Dominicana. Hacia fines de los 40's formó parte del elenco de Luis Sandrini, el famoso actor argentino, con quien recorrió Centroamérica y Sudamérica. En 1939 obtuvo la ciudadanía mexicana.
Algunas de las obras en las que participó fueron: Juárez y Maximiliano, París, La prisionera, El ídolo roto, La vida que te dé (todas en 1932); La reina de las nieves, La muñeca Pastillita, Hedda Gabler (1944); La hija de Lorio, La dama del alba, Otra primavera (1945); Cri-Cri, rey del bosque esmeralda, Pinocho y Cucuruchito (1946); Un cacique rural (1947), El timbre que no suena (1948), La muerte en vacaciones (1949), El cielo prometido, juguete mexicano (1953) y La pelirroja (1960).

### Cine
Española radicada en México, el físico, dulzura y sencillez de la actriz le acarrearían decenas de papeles de madre sufrida o abnegada o nana rural en todo tipo de dramas y tragicomedias, con los más variados actores: Ernesto Alonso, María Félix, Pedro Infante, David Silva, María Antonieta Pons, Fernando Soler y Dolores del Río y célebres realizadores como Alejandro Galindo, Ismael Rodríguez o Luis Buñuel, con quien filmó Susana (carne y demonio) en 1950. Debuta en 1943 en San Francisco de Asís y al menos destaca con un par de personajes: la madre muda y paralítica de Pepe El Toro en Nosotros los pobres de 1947, que muere por la golpiza que le propina Miguel Inclán y como la empeñosa madre de "Kid Terranova" encarnado por David Silva en Campeón sin corona en 1945.
Hermana de la también actriz Conchita Gentil Arcos, ambas son pilares en la Época de Oro del cine mexicano en papeles de reparto,  trabajando en versiones "hispanas" en Hollywood y también en innumerables obras mexicanas de renombre.
María empezó su trabajo de actriz desde 1938, y alcanzó a hacer dentro del Cine mexicano aproximadamente 120 películas y series de televisión. (Conchita dio inicio a su carrera en 1932).
Entre sus títulos más conocidos están: 
- La mujer sin alma de 1944,
- Crepúsculo de 1945,
- Caminos de sangre de 1945,
- Campeón sin corona de 1946,
- Los cristeros de 1947,
- Nosotros los pobres de 1948,
- Rosenda de 1948,
- Ojos de juventud de 1948,
- Una familia de tantas de 1949,
- Comisario en turno de 1949,
- Las tandas del principal de 1949,
- Otra primavera de 1950,
- La edad peligrosa de 1950,
- Susana (carne y demonio) de 1951,
- Doña Perfecta de 1951,
- Cuando me vaya en 1954,
- Chucho el Roto en 1954,
- Padre contra hijo, en 1955,
- Ruletero a toda marcha, en 1962.[5]

Trabajaron las hermanas, por su lado, y alguna que otra vez juntas, como en Rosenda (1948), Menores de edad (1951) y Romance de fieras (1954), donde se complementan magníficamente.
El escritor Carlos Monsiváis, refiriéndose a los "Rostros Complementarios": "Son ellos (como exorcismos contra el olvido) María Gentil Arcos y Conchita Gentil Arcos, Eduardo "El Nanche" Arozamena, Alfonso "El Indio" Bedoya, Dolores Camarillo "Fraustita", Hernán "El Panzón" Vera, Eufrosina García "La Flaca", Lupe Inclán, Manolo Noriega, Armando Arreola "Arreolita", Arturo Soto Rangel, Salvador Quiroz, José Baviera, Miguel Manzano, Gilberto González, Francisco Reiguera, Charles Rooner... A fin de cuentas no son muchos, pero sus años en la pantalla los convierten en la tribu..."